# Max Graf
Max Graf, född 1 oktober 1873 i Wien, död där 24 juni 1958, var en österrikisk musikvetare och -kritiker.
Graf var professor i musikens historia och estetik vid konservatoriet i Wien. Graf författade bland annat Deutsche Musik im 19. Jahrhundert (1898). Han var vän till Sigmund Freud och skrev också om psykoanalys och musik. Hans son var Herbert Graf (1904–1973) alias "Lille Hans".